# 荫家堂
荫家堂位于湖南省邵东市杨桥镇清水村，建于清道光三年（1823年），是湖湘建筑的民居典范，被列为全国重点文物保护单位。
荫家堂由清代米商巨贾申承述兄弟修建，规模庞大，共计有108间正屋，因此又被当地人称为“一百零八间”。荫家堂属于封建社会典型的深宅大院，极具特色，历经百余年其整体结构仍保存完整，古风依旧。

## 历史沿革
清道光三年（1823年），米商巨贾申承述兄弟始建荫家堂。墙体青砖记载：“大清道光三年癸未七月十四日巳时，申承述起屋壹座，记此。述批。”
2017年，邵东政府共筹措资金2140万元，本着“原材料、原工艺、原型制”的原则对荫家堂整体修缮工程。

## 周边环境

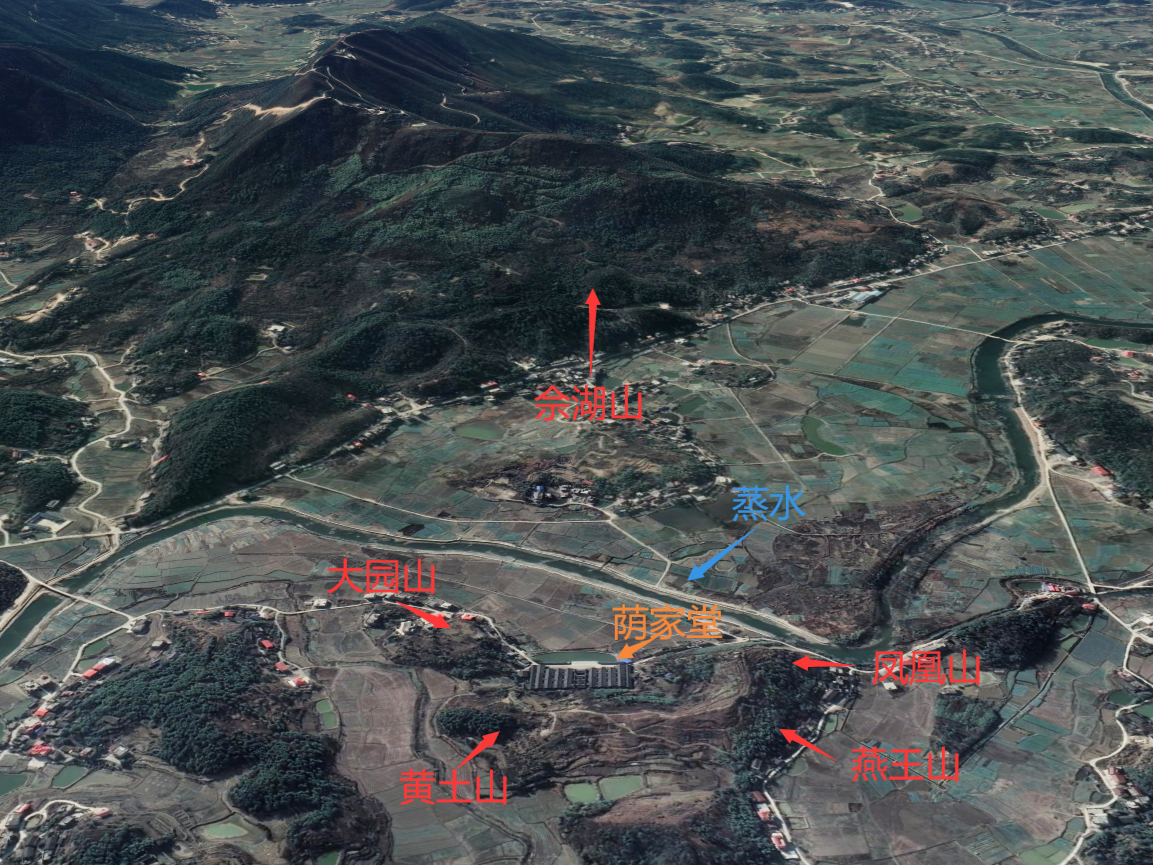
荫家堂周边环境

荫家堂背枕燕王山，左右为凤凰山、黄土山，二山呈马蹄形包裹着荫家堂；前有屋塘及三湘之蒸水（1938年衡宝公路修建之前，蒸水是连接宝庆与衡阳的主要水路）河蜿蜒曲折形成玉带环抱之势，其正门中轴线正对着千米外的佘湖山(南岳衡山七十二峰之一)，并将其作为“对家山”，更有始建于唐朝的云霖祠与其遥相呼应，荫家堂所在区域为风水绝佳之所。其选址不仅仅达到了极佳的风水要求，同时也是完全的坐北朝南。屋前的池塘水波潋滟，且田野开阔，整个选址依山傍水，为独特的民俗景象，同时兼顾了地形、朝向以及自然景色，其平地型选址十分成功。

## 建筑形制

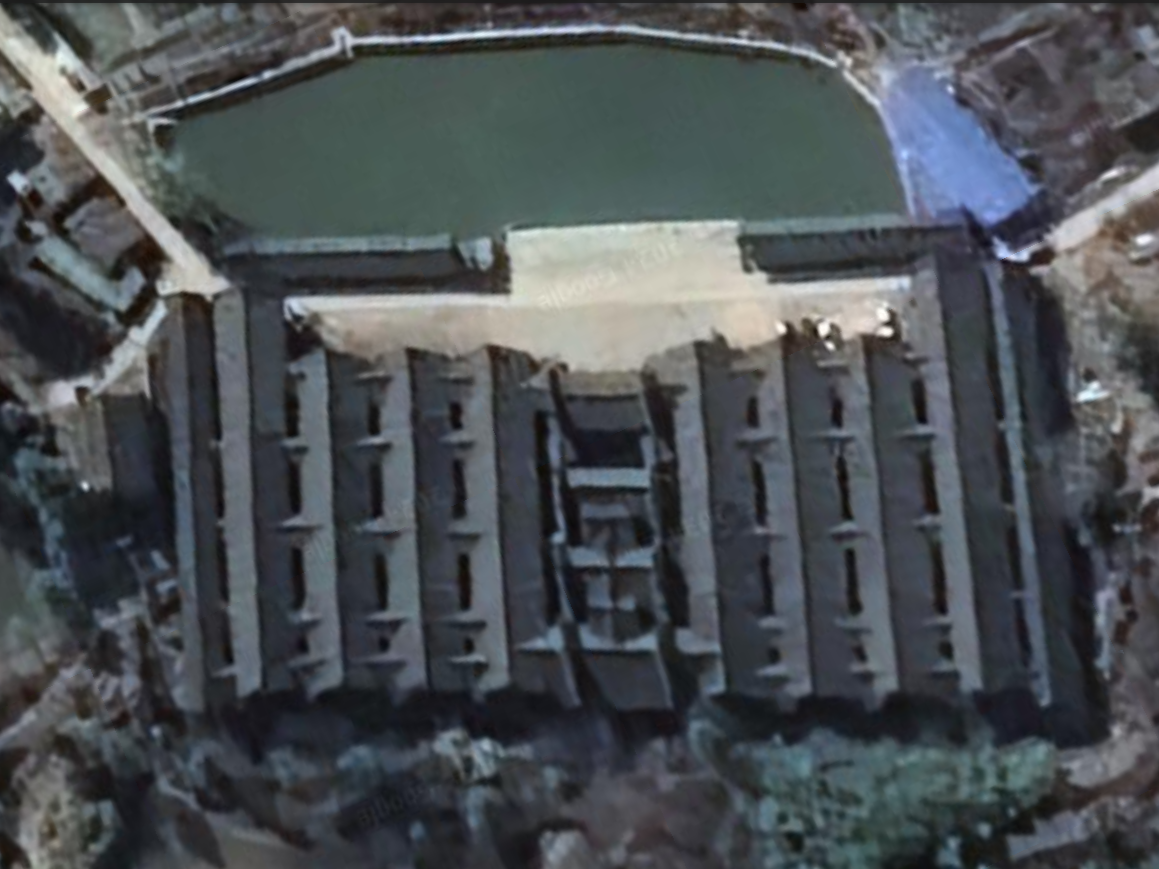
荫家堂卫星图（面宽125.4米，进深67.86米）

自古以来等级观念就影响着传统民居的空间形式，商贾之家家族庞大，更加注重长幼尊卑有序，因此荫家堂的建筑布局遵循了这种礼制观念，形成了当地民居在平面布局、院落高低等方面的特色。荫家堂老屋坐北朝南，二层砖木结构，采用“外庭院内天井”的格局。正前方为开阔院落，建筑内部北高南低，天井院落为纵横轴线布局，天井之间为并联排列，从而构成纵四进、横连十一排的平面布局形式，面宽125.4米，进深67.86米，占地面积9191余平方米。四进的纵向堂屋为荫家堂主干，中轴线对称，两侧各有四排住房和一排杂屋。四条风雨廊横贯其中，廊约长200米，平面上严整对称，阴阳有序，且主次明确，规模庞大，堂屋位于中轴线上并和院落串联成为主轴，为家族祭祀先祖以及举行家族性活动之所。主轴线从南向北依次设正门、戏台以及四进院落式堂屋。最北端的堂屋为老屋精神核心，现仍为申氏家族公用的祠堂，终端放置花板神台用来供奉祖先和神灵，神台上方悬挂题有“荫家堂”三个字的匾纪念先祖。中轴线上的堂屋最为高大，庄严肃穆，荫家堂立面的封火山墙极富韵律和节奏感烘托了中轴线的至高地位。
荫家堂中轴线堂屋的左右两侧各自延伸四纵列、两层高的厢房以及个纵列的杂屋，每一个纵列的厢房与堂屋一致，分为四进，由此，三条连贯东西厢房以及中轴堂屋的走廊得以形成，即建筑内横向交通流线。厢房布局对称规整，家族以辈分高低为标准，按中为贵、北为尊原则进行房屋分配。内部108间房屋通过走廊相互连接，形成建筑内部连贯的交通系统。厢房纵列之间则形成一纵四进的天井院，每一纵天井院的地面高度由北向南而逐渐降低，最南端则各设一个南门通向宅外，对外交通同样便捷。
天井不仅是公共交流场所，同样也是重要的采光源和通风口。南方素有“四水归堂”的风水观念，天井还担负了建筑内部的排水功能。荫家堂南北外墙均高出屋面，雨水则通过屋檐流人到天井，再由天井排到室外水渠。全宅天井共有44个，呈纵横轴整齐排列，从而形成老屋内部庞大壮观的天井院落群。每纵列院落里又分布了三至四个大小不一的天井，井底以排水孔相连，均为北高南低走向，排水顺畅。由于老屋具备了良好的朝向，严整的天井群以及畅通的交通系统，建筑内部有着天然风道和自然光源，因此，湿热地带的老屋气候上常年温度适宜，具有良好的室内居住环境。

## 装饰
荫家堂内部装饰反映出封建社会的富商的审美情趣、艺术追求以及价值取向。老屋内部装饰集中在梁枋、墙头、门窗、门槛、柱础、天井条石等处，木材雕以龙、凤、花、草、鸟、虫，石坎、石墩、石柱基及天井四周石条均以龙、凤、牛、羊、马等浮雕装饰，精雕细琢形成了丰富精湛的内部装饰式样。由于老屋规模庞大，且内部人口众多，因此在中轴线设置了一个主入口以及6个次入口，7个入口从南外墙依次展开，主入口向外敞开具有内凹性，门前地面铺装石板强调老屋的轴线感。轴线上的堂屋为老屋装饰的重点所在，院内戏台雕刻精致美观，封火山墙翘角高昂，并以彩画进行装饰，极具南方民居特色。堂屋几处梁柱交界处现存少量木雕龙狮装饰。更富趣味的是，飞檐翘角的屋顶上竟然用石刻加彩画塑造出了两个英式的座钟，这种西洋化装饰，也彰显了修建者对外探索的深远目光，也寓意着商业需对外开放和交流。大门精雕细琢以强化主入口，而在两翼厢房人字屋顶中凸显，以突出门户。

## 家族往事
荫家堂大屋的第一任主人叫申承述。建造荫家堂，是他父亲申源斋的遗愿。史料称，1823年，申承述兄弟在离祖居三里地的“燕窝形”土地上，建造了该屋，前后历经六年，了却了父亲的心愿。
荫家堂的大门前，蒸水河流过。1938年衡宝公路修建之前，蒸水是连接宝庆与衡阳的主要水路。凭着便捷的水路运输，申家传统的粮食贩运生意旺盛百几十年。申记粮船一艘艘顺蒸水东流至湘江，入洞庭，北上湖北等地。荫家堂从古至今没出过十分显赫的政治人物。从申承述祖孙到今天行走祖国各地的申家后人，跟进在浩大的“邵商”、“湘商”队伍中，他们凭着 “敢为人先”、“自强不息”的精神创造着财富，续写着邵商的历史。
相传乾隆年间，宝庆大旱，蒸水几乎断流。本乡一粮商购得数十船大米，陈于宜春桥余庆堂址前的蒸水口，准备运往湖北。一连数月，烈日当头，蒸水日渐枯竭，可无丝毫降雨迹象，粮商心急如焚，久旱让粮商几次想放弃这次贩运。可数十船的大米只有申家能承受，蓝田公明白粮商的心思，但他没有点破，不愿落下个乘人之危的不义之名。眼见天气毫无变化，坐立不安的粮商最终决定脱手，将数十船大米贱价典卖于蓝田公。就在蓝田公与粮商签订合同买下全部大米后没几天，天气骤变，降下喜雨，蓝田公连夜领人将搁浅的米船运往湖北，而湖北因饥荒恰好需要大量的大米。一宗意外的生意，家业大振。
“大清道光三年癸未七月十四日巳时，申承述起屋壹座，记此。述批。”“大清道光三年癸未七月十四日巳时，申承述兄弟修新屋壹座，一座，四进六横，愿后人悠久无疆。述记。”在荫家堂南向正面墙体上，村民引记者寻到了两块刻有字迹的青砖。这是建造者申承述向后人传递着当时信息及对后人的祝愿。